# Västerlösa församling
Västerlösa församling var en församling i Linköpings stift inom Svenska kyrkan i Linköpings kommun i Östergötlands län. Församlingen uppgick 2006 i Vikingstads församling.
Församlingskyrka var Västerlösa kyrka

## Administrativ historik
Församlingen har medeltida ursprung.
Församlingen utgjorde till 1 maj 1920 ett eget pastorat för att därefter till 1962 vara moderförsamling i pastoratet Västerlösa och Björkeberg där även Ledbergs församling ingick till 1941. Från 1962 var församlingen annexförsamling i pastoratet Vikingstad, Rappestad, Sjögestad, Västerlösa och Björkeberg. Församlingen uppgick 2006 i Vikingstads församling.
Församlingskod var 058015.

## Kyrkoherdar
Lista över kyrkoherdar. Prästbostaden låg vid Västerlösa kyrka.
| Ämbetstid | Namn                      | Levnadstid | Övrigt                                              |
| --------- | ------------------------- | ---------- | --------------------------------------------------- |
| 1278      | Esbernus                  |            |                                                     |
| 1351      | Laurentius Gothfredi      | –1351      |                                                     |
| 1366      | Nils                      |            |                                                     |
| 1396      | Benedictus                |            |                                                     |
| 1399–1426 | Hemmingus Ingonis         | –1426      |                                                     |
| 1426      | Joannes Danonis           |            | Canonici i Linköping.                               |
| 1466–1482 | Johannes Benedicti        | –1482      |                                                     |
| 1483      | Magnus Petri              | 1454–1483  |                                                     |
| 1491      | Ericus Lamberti           |            |                                                     |
|           | Hans Brask                | 1464–1538  | Senare biskop i Linköpings stift.                   |
| 1513–1518 | Laurentius Haraldi        | –1518      |                                                     |
| 1519–1528 | Andreas Petri             | –1528      |                                                     |
| 1528–     | Nicolaus Hermanni         | –1569      |                                                     |
| 1565      | Petrus Caroli             | –1565      |                                                     |
| 1566–1570 | Olavus Erici              | –1565      |                                                     |
| 1571–     | Olaus Petri               |            |                                                     |
| 1593–1597 | Jonas Erici               | 1527–1601  |                                                     |
| 1597–1615 | Ericus Jonæ               | 1565–1615  |                                                     |
| 1616–1622 | Torstanus Olavi           | 1569–1622  |                                                     |
| 1622–1672 | Nicolaus Cnattingius      | 1588–1672  |                                                     |
| 1672–1687 | Sveno Cnattingius         | 1631–1687  |                                                     |
| 1687–1711 | Petrus Lind               | 1648–1711  |                                                     |
| 1711      | Benedictus Reuselius      | 1671–1711  |                                                     |
| 1712–1724 | Odericus Milander         | 1669–1724  |                                                     |
| 1725–1737 | Johannes Norrstadius      | 1682–1737  |                                                     |
| 1737–1754 | Johannes Grevillius       | 1690–1754  |                                                     |
| 1756–1773 | Johannes Lindstedt        | 1703–1773  |                                                     |
| 1774–1778 | Sven Dryselius (Sandberg) | 1715–1778  |                                                     |
| 1781–1793 | Johan Widén               | 1739–1813  | Avsatt 1793. Senare kyrkoherde i Örebro församling. |
| 1794–1823 | Anders Palmgren           | 1755–1823  | Prost.                                              |
| 1824–1830 | Sven Emanuel Thollander   | 1769–1830  |                                                     |
| 1831–1859 | Enoch von Mellen          | 1785–1859  | Kyrkoherde och prost.                               |
| 1861–1873 | Per Olof Moberger         | 1799–1873  |                                                     |
| 1874–1881 | Karl Cedrén               | 1819–1881  |                                                     |
| 1882–1905 | Isak Danell               | 1833–1905  |                                                     |

### Komministrar
Lista över komministrar.
| Ämbetstid | Namn                          | Levnadstid | Övrigt                                      |
| --------- | ----------------------------- | ---------- | ------------------------------------------- |
| 1548–1558 | Petrus Hemmingi               |            |                                             |
| 1591–1597 | Ericus Jonæ                   | 1565–1615  | Senare kyrkoherde i församlingen.           |
| 1598–1609 | Torstanus Olavi               | 1569–1622  | Senare kyrkoherde i församlingen.           |
| 1611–1618 | Petrus Olavi                  | –1632      | Senare kyrkoherde i Björkebergs församling. |
| 1659–1662 | Zacharias Johannis Austrelius | –1662      |                                             |
| 1663–1672 | Sveno Cnattingius             | 1631–1687  | Senare kyrkoherde i församlingen.           |
| 1686–1695 | Laurentius Schorelius         |            | Senare komminister i Asby församling.       |

## Klockare och organister
| Ämbetstid | Namn                      | Levnadstid | Övrigt                            |
| --------- | ------------------------- | ---------- | --------------------------------- |
|           | Per Olofsson              |            | Klockare                          |
| 1710/1711 | Gustaf                    | -1710/1711 | Klockare                          |
| 1703–1757 | Jonas Pedersson Stenberg  | 1683–1757  | Organist och klockare (från 1711) |
| 1757–1760 | Jöns Jonasson Stenberg    | 1727–1760  | Klockare och organist             |
| 1760–1800 | Arvid Andersson Ljunggren | 1730–1810  | Klockare och organist             |
| 1800–     | Sven Magnus Kjällstrand   | 1776–1826  | Klockare och organist             |
| 1826–1868 | Peter Bengtsson           | 1807–1868  | Klockare och organist             |
| 1868–1894 | Frans Lindqvist           | 1835–1906  | Klockare och organist             |
| 1894–1927 | Karl Johan Petersson      | 1865–1956  | Klockare och organist             |
| 1927–1951 | Bror Carlsson             | 1887–      |                                   |